# Cyrille Monnerais
Cyrille Monnerais est un coureur cycliste français né le 24 août 1983 à Malestroit dans le Morbihan. 

## Biographie
Son petit frère Brice a également été coureur cycliste. 
Il passe professionnel en 2005 dans l'équipe La Française des jeux. En 2010, son contrat avec Bretagne-Schuller n'est pas renouvelé.

## Palmarès
- 2001
  - Prix de la Saint-Laurent Juniors
- 2003
  - 1re étape de l'Essor breton
- 2004
  - Manche-Atlantique
  - Kreiz Breizh :
    - Classement général
    - 1re étape

  - 2e du championnat de Bretagne
  - 3e de la Route bretonne
  - 3e du Circuit du Morbihan
  - 3e du Cabri Tour
- 2009
  - Circuit du Morbihan

## Résultats sur les grands tours

### Tour d'Italie
- 2005 : 71e
- 2006 : 121e
- 2007 : abandon (8e étape)

### Tour d'Espagne
- 2007 : abandon (12e étape)